# 単純機械
単純機械（たんじゅんきかい）とは、広義の機械のうち、てこ、輪軸、斜面利用物（くさびや螺旋）の総称（Brockhausによる定義）。最も基礎的な機械要素である。単一機械ともいう。対義語は複合機械。

## 定義
代表的な単純機械には次のようなものがある。
- ねじ
- くさび
- てこ
- 滑車
- 輪軸

この5種は、ギリシャのヘロンという技術者が、「力を増幅させ、あるいは力の向きを変更させる」最も基礎的な装置として定義したものであり、単純機械の名称も彼に由来している。現在では、ヘロンの定義を拡大して上記のほかに以下の2種を単純機械に加える場合もある。
- 斜面
- 車輪

単純機械（単一機械）は機械工学の用語と捉えられる場合が多いが、むしろ物理学や力学の分野の言葉である。

## ねじ
単純機械の概念自体が古代ギリシアに由来しているので、日本語で表現すると違和感を覚えるものが少なくない。ねじもその一つで、日本語でねじと言った場合にはボルトや木ねじなど、部品を留めつけるねじを思い浮かべてしまう。しかし、ヘロンが思い描いていたねじはアルキメデスが発明したとされる螺旋ポンプの様なものであると考えられている。螺旋ポンプは構造が単純であるのに、極めて効率が良く故障もしづらい。発明から2千年以上経った現在でも、ほとんど改良されること無くそのままの形で利用されている。螺旋ポンプは古代社会においては画期的な技術で、ヘロンはこれを念頭にねじを単純機械に加えたと言われている。

## 斜面
日本語の概念では斜面を機械と呼ぶには違和感があるが、英語のmachineの語源ともなっているギリシャ語のメカネ（μηχανή）には「物を動かす道具」というニュアンスがある。現在のようなクレーンが存在しない古代の土木工事では、高所に重量物を運ぶためにまず土を運んで斜面を作り、コロや滑車、てこなどを利用して荷物を持ち上げた。斜面を利用することによって垂直に引き上げるのに比べて、はるかに小さな力で荷物を運ぶことが可能となるので、古代の土木工事においては極めて重要な技法であった。斜面の利用によって、物体を小さな力で高所に移動できることから、これを道具と捉えて単純機械の一つとして数えている。
なお、斜面は物理学の発展に大きな寄与をしており、このことが単純機械の一つに斜面を加える大きな要因となっている。ガリレオ・ガリレイはピサの斜塔から玉を落下させる実験を行ったとの逸話が残っているが、実際には大きな斜面を実験室内に作り、この上から玉を転がすことで重力や運動力学の実験を行っていた。現在のような高速度カメラ等が無い古代に、自由落下を目視で観測することは物理的に不可能であった。斜面を使って物体の落下速度を遅くし、観測結果を斜面の角度を考慮して数学的に処理して、自由落下の法則を研究したと言われている。
物理学の発展に重要な影響を与えたことから、斜面は単純機械に加えられたのであり、単純機械が物理学の用語と言われる所以である。
現代においては重量物を持ち上げる目的で斜面を利用することはほとんど無いが、灌漑用水、下水などの水利や道路設計などの土木分野での重要性は極めて高い。ただし、斜面という用語は利用されず、通常は勾配と表現される。